# Saltöken

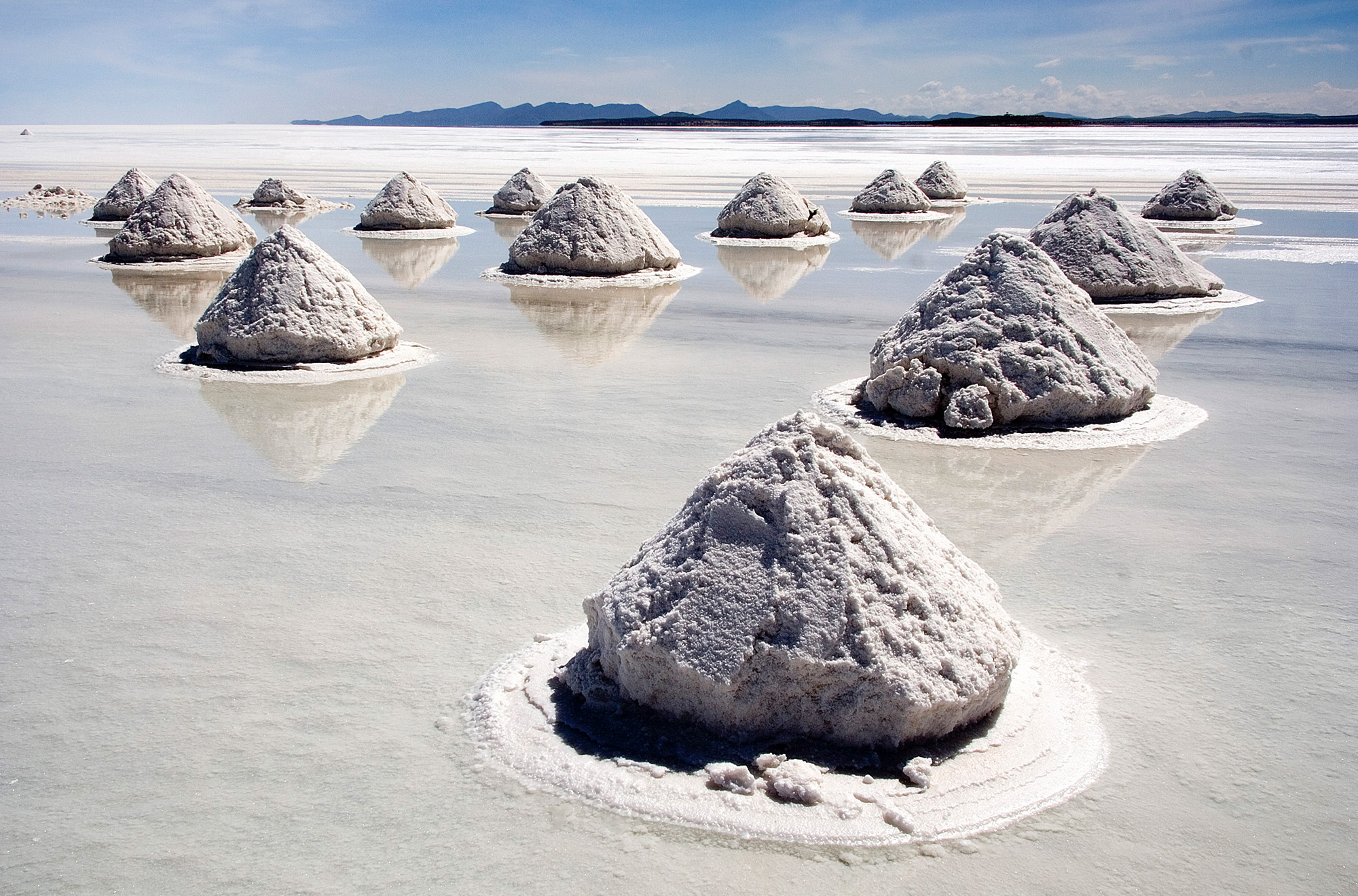
Salar de Uyuni i Bolivia är den största saltöknen i världen.

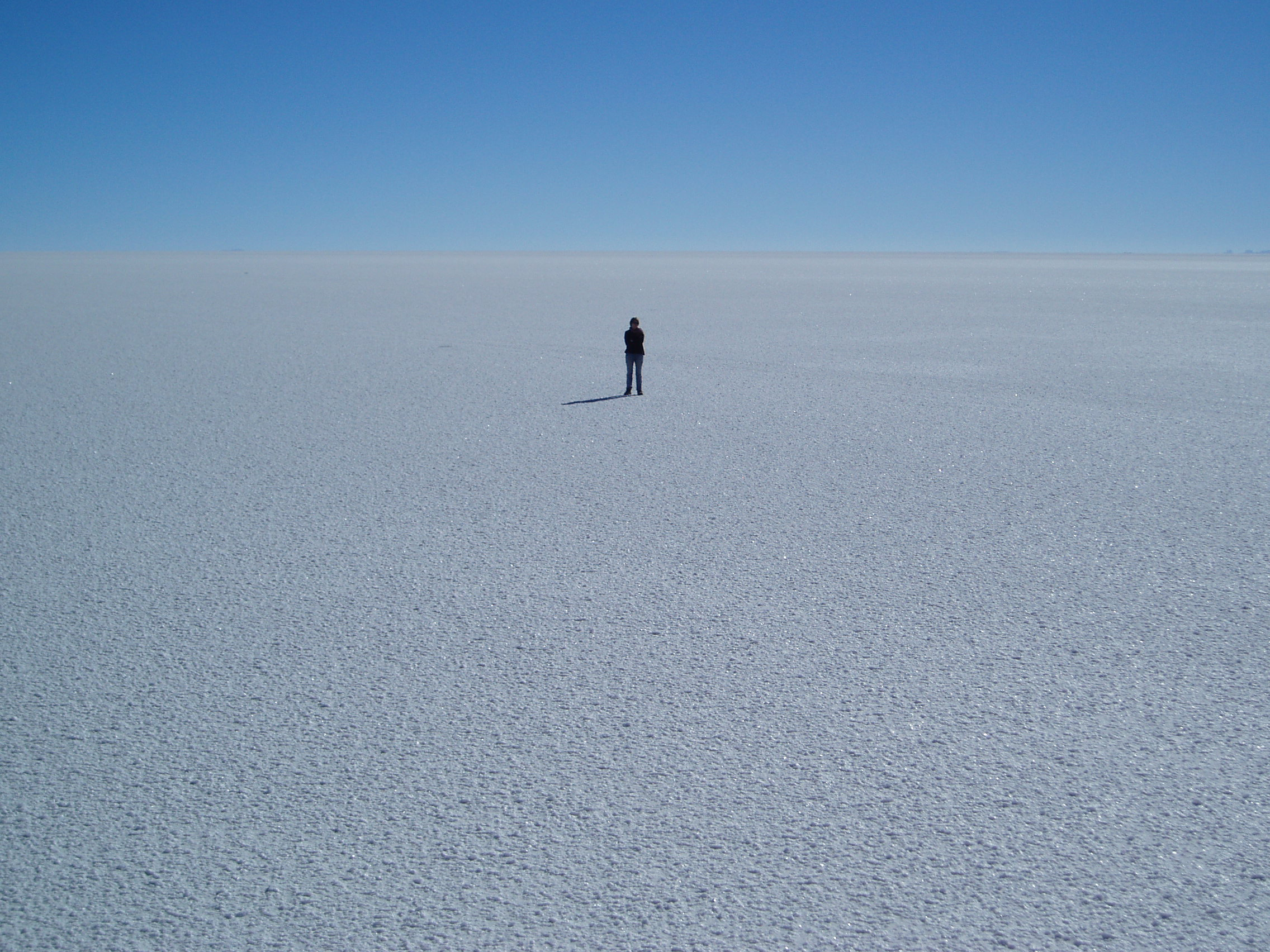
Salar de Uyuni i Bolivia

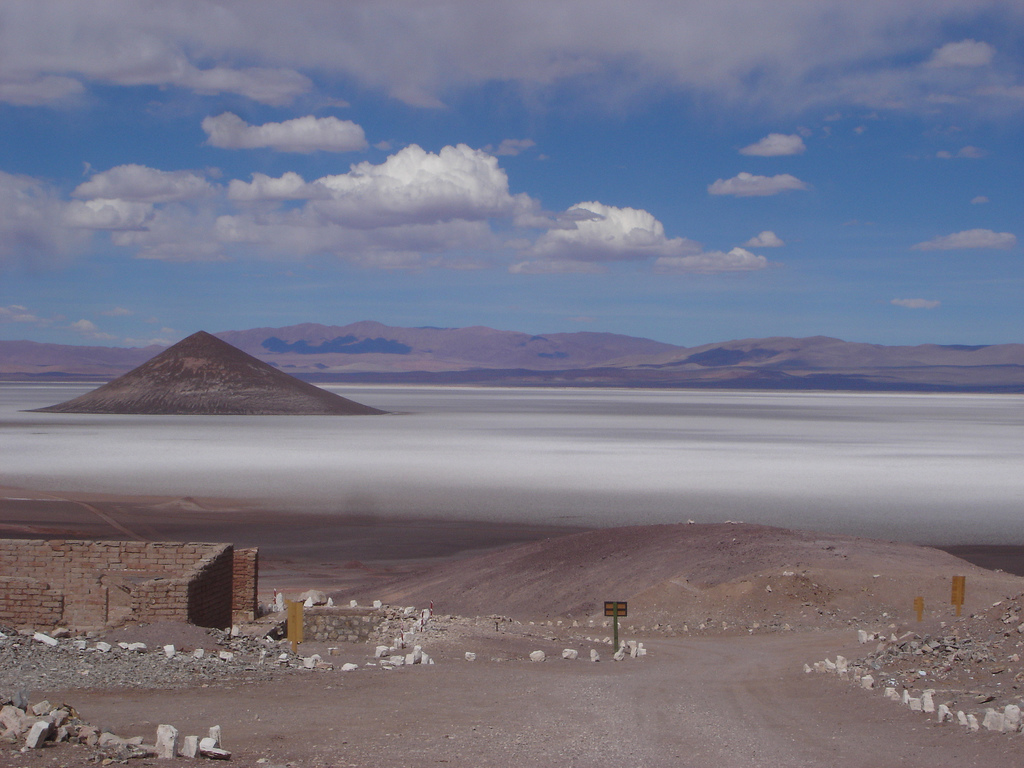
Cono de Arita i Salar de Arizaro i Argentina.

Saltöknar eller saltslätter är platta vidder täckta av salt och andra mineraler. De förekommer i öknar och är naturliga geologiska formationer till skillnad från saliner, som skapats av människan.
En saltöken skapas genom avdunstning av vattensamlingar, som sjöar eller dammar. Detta händer i klimat där vattenavdunstningen överstiger nederbörden, det vill säga i en öken. Om vattnet inte kan rinna ner i marken, blir den kvar på ytan tills den avdunstar och varvid den lämnar efter sig mineraler som fälls ut från saltjoner som finns upplöst i vattnet. Denna process kan ha pågått i tusentals år. Dessa mineraler speglar solens strålar och saltöknar upplevs ofta som vita.

## Exempel
Salar de Uyuni i Bolivia är den största saltöknen i världen. Devil's Golf Course i Death Valley är den största saltöknen i USA. Bonneville Salt Flats i Utah, där många hastighetsrekord har satts, är en välkänd saltöken i de torra områdena i västra USA.  